# Wola Augustowska

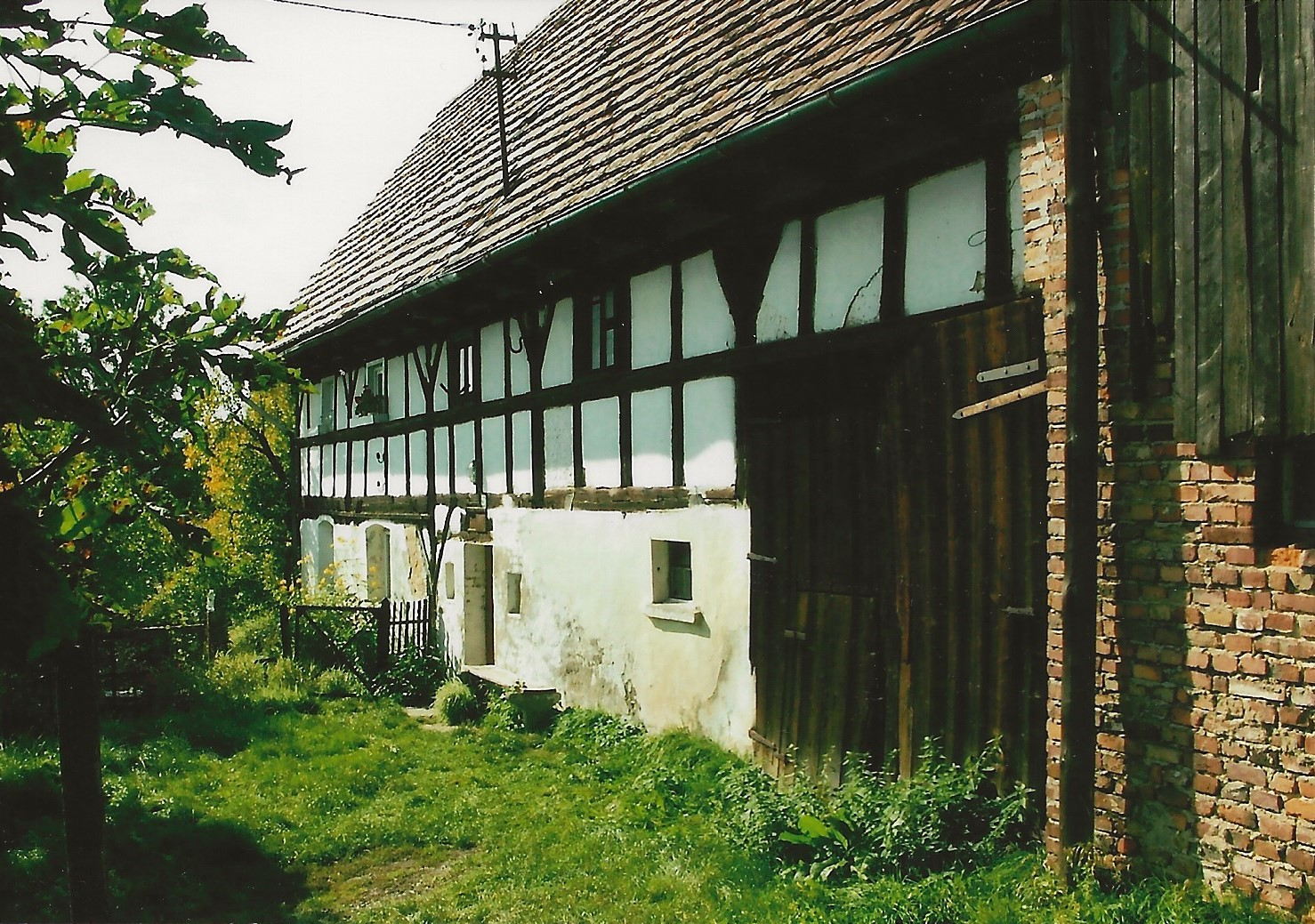

Wola Augustowska (německy Estherwalde) je částí obce Giebułtów (německy Gebhardsdorf). Leží v Polsku u hranic s Českou republikou, v Dolnoslezském vojvodství, v okrese Lwówek Śląski. Poblíž je městečko Mirsk, z české strany je nedaleko Nové Město pod Smrkem.

## Historie
Kolonie  Estherwalde byla založena pobělohorskými exulanty na území Horní Lužice v roce 1710. V Čechách probíhala násilná rekatolizace, obyvatelé z českého pohraničí hojně navštěvovali české evangelické bohoslužby v kostele v Gebharsdorfu tak, že kostel byl v letech 1703–1704 už potřetí přestavěn a zvětšen. Christoph von Uechtritz, jemuž panství patřilo, rád přijímal české i německé exulanty, kterým poskytoval náboženskou svobodu i ochranu. Proto byl (v roce 1682) zatažen i do vyšetřování hromadného útěku obyvatel z Rokytnice nad Jizerou vedené Jiřím Gernetem. Vesnice Estherwalde   byla pojmenováno po dceři Christopha von Uechtritz – Esther Johanně. Většina prvních osadníků byla přímými běženci z Čech. V roce 1764 žilo v Estherwalde 150 duší. 
Po skončení 2. světové války muselo Německo přenechat toto území Polsku, vesnice byly drancovány, přejmenovávány a slučovány. Místní obyvatelé, pokud se nejednalo o Poláky, museli své usedlosti opustit.